# Taourirt Tan Afella
Le Taourirt Tan Afella, ou Tan Afella, est une montagne granitique située en Algérie dans le massif du Hoggar.
Le sommet à 2 079 mètres d'altitude domine un plateau désertique situé à l'altitude moyenne de 1 000 mètres où est situé le bordj d'In Eker.
L'armée française a effectué 13 essais nucléaires dans le Taourirt Tan Afella, sur le site d'In Eker, avec l'accord des autorités algériennes, ces essais souterrains en galeries de tir entre novembre 1961 et février 1966 sont baptisés : « Agate », « Béryl », « Émeraude », « Améthyste », « Rubis », « Opale », « Turquoise », « Saphir », « Jade », « Corindon », « Tourmaline » et « Grenat ».
Pendant ces essais, le 1er mai 1962 se produisit l'accident nucléaire de Béryl. En 1985, une mission du CEA a inspecté le site : la radioactivité en dehors de la galerie ayant été jugée importante, une clôture fut installée tout autour du massif du Tan Afella pour empêcher la population d'y accéder (à la recherche de sources notamment).